# 히메가미산 (나가사키현)
히메가미산(姫神山 히메가미야마[*])은 나가사키현 쓰시마시 미쓰시마마치 오가타에 위치한 산으로, 해발 172 m의 봉우리로 이룬다. 이 곳에는 러일 전쟁 당시에 완성된 포대터가 있었던 것으로 보인다.

## 히메지산 포대터
히메지산에 놓인 포대터는 구 일본 육군이 러일 전쟁을 앞두고 1901년(메이지 34년)에 완성된 히메지산 포대의 자취가 있었다. 그러나 러일 전쟁이 개시되었던 1904년(메이지 37년)에는 3개의 포좌와 28cm의 유탄포를 2포상씩 총합 6문을 설치하고, 왼쪽과 오른쪽의 고지대에는 관측소가 세워졌다. 또한 태평양 전쟁이 종료된 1945년 이전까지 포대터가 폐지됨에 따라 포좌지, 막사터 등이 남아 있었다. 그리고 2019년(헤이세이 31년) 4월에는 전쟁 유구로 쓰시마시의 사적으로 지정되었다. 또한 2020년(레이와 2년) 10월에는 제2포좌적 등이 멧돼지에 의해 피해를 입고 있는 것으로 드러나고 있다.